# Wincenty Kruziński
Wincenty Kruziński (ur. 8 stycznia 1840 we Wronkach, zm. 20 marca 1928 w Warszawie) – polski kompozytor.
Syn Józefa Kruzińskiego i Petroneli. W latach 1877–1880 wydawca „Echa Muzycznego“. 
Skomponował Mszę na 4 głosy oraz Szkołę kompozycji muzycznej.